# Encephalartos msinganus
Encephalartos msinganus es una especie de Cycadopsida del género Encephalartos, de la familia Zamiaceae, del orden Cycadales.

## Distribución
Encephalartos msinganus se distribuye por Sudáfrica (KwaZulu-Natal).

## Taxonomía
Fue descrita científicamente por Vorster. Fue publicado por primera vez en Vorster. In: S. African J. Bot. 62(2): 67-70. (1996).